# Mouse on Mars
Mouse on Mars – niemiecka grupa elektroniczna, założona w 1993 roku przez Andiego Tomę i Jana St. Wermera, kolegów z dzieciństwa. Zespół porusza się w kręgu techno i IDMu, ale eksperymentował też z muzyką rockową oraz ambientem.

## Dyskografia

### Albumy
- 1994 Vulvaland
- 1995 Iaora Tahiti
- 1997 Autoditacker
- 1997 Instrumentals
- 1998 Glam
- 2000 Niun Niggung
- 2001 Idiology
- 2004 Radical Connector
- 2006 Varcharz
- 2012 Parastrophics

### Single / EPki
- 1994 Frosch
- 1995 Bib
- 1995 Saturday Night Worldcup Fieber
- 1997 Cache Coeur Naif
- 1997 Twift
- 1999 Pickly Dred Rhizzoms
- 1999 Distroia
- 1999 Diskdusk
- 2001 Actionist Respoke
- 2002 Agit Itter It
- 2005 Wipe That Sound